# Ключ Труда
 Ключ Труда  — поселок в Нижнекамском районе Татарстана. Входит в состав Шингальчинского сельского поселения.

## География
Находится в центральной части Татарстана на расстоянии приблизительно 8 км по прямой на юг-юго-восток от районного центра города Нижнекамск.

## История
Основан в 1930-х годах.

## Население
Постоянных жителей было: в 1938—160, в 1949—160, в 1958—127, в 1970—154, в 1979 — 97, в 1989 — 42, в 2002 − 44 (татары 77 %), 23 в 2010.